# Skazka o poterjannom vremeni
Skazka o poterjannom vremeni (Сказка о потерянном времени) è un film del 1964 diretto da Aleksandr Lukič Ptuško.